# Attila Zoller
Attila Cornelius Zoller (Visegrád, 13 juni 1927 - Townshend (Vermont), 25 januari 1998) was een Hongaars jazzgitarist.

## Biografie
Eerst leerde Zoller viool, contrabas en bugel spelen, voordat hij met de gitaar begon. Zijn live-carrière begon in de jazzclubs van Boedapest na het einde van de Tweede Wereldoorlog.
In 1948 verliet hij Hongarije, kort voor het sluiten van het IJzeren Gordijn met als bestemming Wenen. Na een samenspel met de pianiste en accordeoniste Vera Auer (tot 1954) en tournees met Joe Zawinul kwam hij terecht in Duitsland, waar hij eerst werkte met Dave Amram, Albert Mangelsdorff en Jutta Hipp, later met Hans Koller, Oscar Pettiford en Rudi Sehring (Rhythm and Something More, Mod Records, 1956).
In 1959 verhuisde hij naar de Verenigde Staten, waar hij samen met Ornette Coleman en Don Cherry de Lenox School of Jazz bezocht. Daar kwam Zoller in contact met de vrije jazz. Zoller speelde in de combo's van Benny Goodman, Chico Hamilton, Stan Getz en Herbie Mann, voordat hij eigen bands formeerde met Don Friedman, Dave Pike, Herbie Hancock, Ron Carter en Lee Konitz. Daarnaast waren er plaatopnamen met Klaus Doldinger. Sinds 1965 wijdde Zoller zich intensief aan de vrije jazz, echter niet zonder ook andere stromingen van de latere jaren mee over te nemen. Steeds zat er een folkloristische Hongaarse invloed in. Daarnaast maakte Zoller zich een naam met filmmuziek voor de verfilmingen van Das Brot der frühen Jahre (Heinrich Böll) en van Katz und Maus (Günter Grass) en met het jazz & lyriek-project Heinrich Heine: Lyrik und Jazz van Joachim Ernst Berendt (met Emil Mangelsdorff, Peter Trunk en Klaus Weiss) en met Gert Westphal. In 1979 en 1980 speelde hij drie platen in met duo-opnamen met Jimmy Raney, Zollers voorbeeld op de gitaar.
In 1972 richtte hij het Vermont Jazz Center op, waar hij zomercursussen gaf en met andere muzikanten als Andrei Ryabov optrad.

## Instrumentarium
Zoller ontwikkelde zijn magneetbandcassette voor de elektrische gitaar voor het merk Shadow en gitaren in samenwerking met de merken Framus en Höfner. Hij speelde van 1958 tot ca. 1980 op verschillende Framus-gitaren, als laatste zijn Signature-model AZ-10 5/67E, dat werd geproduceerd tot begin jaren 1970. Framus had na Zollers overlijden (vanaf 2004) weer een Attila-Zoller-Signature-gitaarmodel met de benaming Framus AZ in het programma, aangeleund aan het oude AZ-10-Modell van 1970, dat nog door Zoller zelf werd gespeeld. De Höfner-AZ-modellen werden tijdens de jaren 1982-1991 geproduceerd en zijn op latere opnamen van Zoller en Jimmy Raney te horen. In totaal bestaan er vijf verschillende AZ-modellen van Höfner. Zoller zelf speelde in zijn laatste jaren meestal een Höfner-AZ-Standard in Brown-Sunburst-Finish.

## Onderscheidingen
- DownBeat Poll als gitarist – Talent deserving wider recognition, 1964 en 1973
- Bundesfilmpreis voor de muziek van Das Brot der frühen Jahre
- Achievement in Jazz Award van de New England Foundation for the Arts, 1995 (voor zijn verdiensten in de jazzeducatie)
- ,Message to Attila', Tribute-Album, gecoördineerd en geproduceerd door gitarist David Becker. Overwegend van Zoller afkomstige composities worden vertolkt door gitaristen als John Abercrombie, Gene Bertoncini, Peter Bernstein, Pat Metheny en Mike Stern.

## Overlijden
Zollers laatste optreden was op 6 januari 1998. Drie weken later overleed hij op 70-jarige leeftijd aan de gevolgen van darmkanker.

## Discografie
- 1957: Albert Mangelsdorff & Attila Zoller Jazzsalon Dortmund (Metronome Records, ep)
- 1964: Heinrich Heine: Lyrik und Jazz (Philips Records/Universal Records) met Emil Mangelsdorff, Peter Trunk, Klaus Weiss en Gert Westphal
- 1965: Zo-Ko-So (MPS Records) met Martial Solal, Hans Koller
- 1965: The Horizon Beyond (Emarcy/Act) met Don Friedman, Barre Phillips en Daniel Humair
- 1965: Doldinger In South America (Emarcy) met Klaus Doldinger Quartet
- 1970: Gypsy Cry (Collectables Records) met Lew Tabackin, Herbie Hancock, Reggie Workman, Victor Gaskin
- 1979: The K & K in New York (L+R Records) met Koller en George Mraz
- 1979: Common Cause (Enja Records) met Ron Carter en Joe Chambers
- 1980: Jim & I (L+R Records) met Jimmy Raney
- 1988: Zo-Ko-Ma (MPS, met Lee Konitz en Albert Mangelsdorff)
- 1992: Live Highlights (Bhakti) met Wolfgang Lackerschmid
- 1994: When It’s Time (Enja Records) met Lee Konitz, Santi Debriano, Yoron Israel
- 1996: Thingin (HatHut Records), met Lee Konitz, Don Friedman
- 1997: Lasting Love – Solo Guitar (Zoller solo, uitsluitend eigen composities)
- 1998: Last Recordings (Enja Records)
- 2013: Jazz Soundtracks: Original Music from the Arthouse Films of Hansjürgen Pohland 1962-1967

## Filmografie
- 1962: Das Brot der frühen Jahre
- 1967: Katz und Maus
- 1968: Tamara
- 1970: Hänsel und Gretel verliefen sich im Wald